# Metronomy

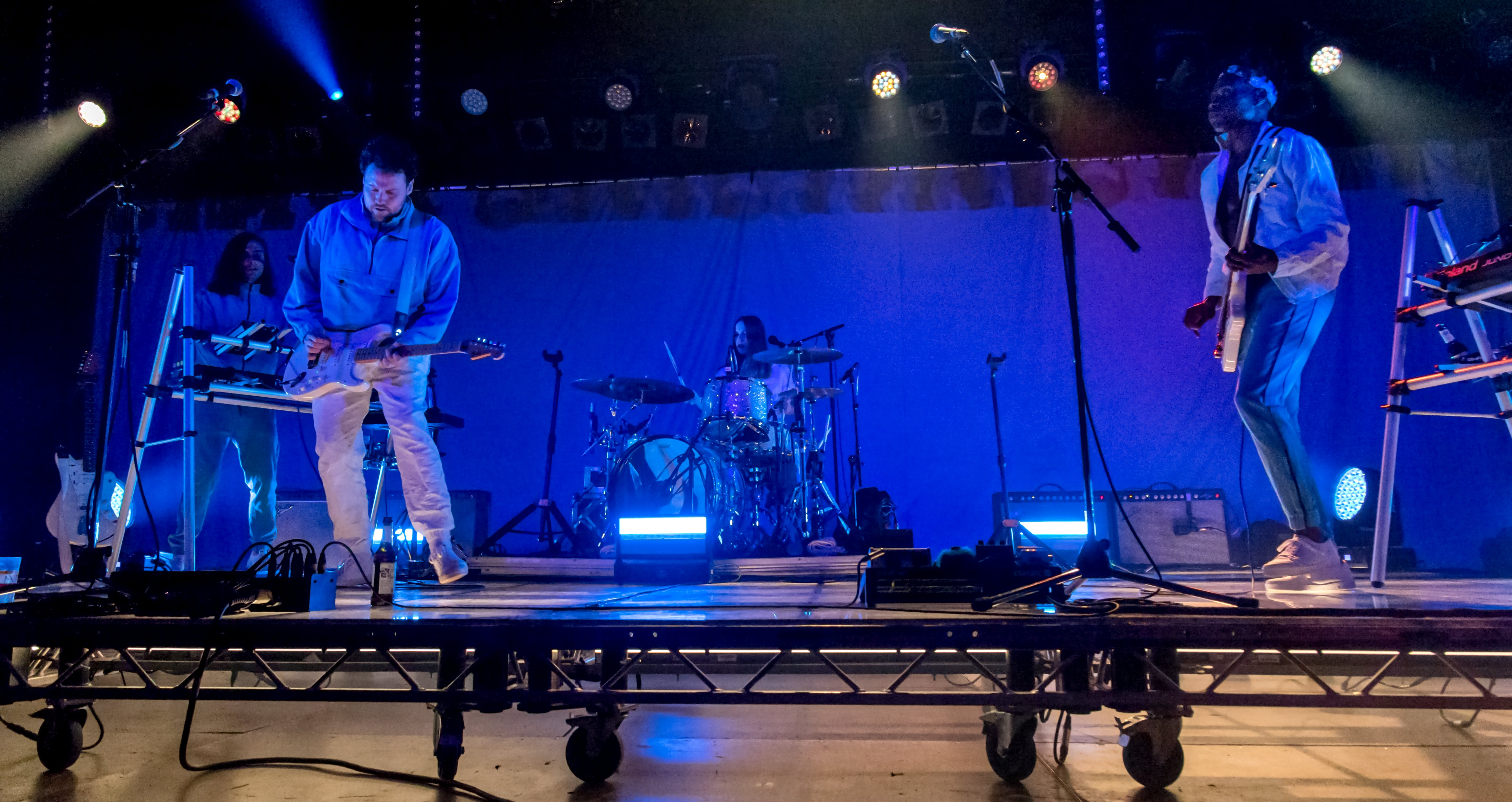
Metronomy auf dem ZMF 2019 in Freiburg im Breisgau

Metronomy ist eine britische Band, deren Musik der Stilrichtung Indietronics und in neuerer Zeit auch dem Elektro-Pop zuzuordnen ist. Gegründet wurde sie 1999 von Joseph Mount, der als Songwriter der Gruppe fungiert, singt und Keyboard sowie Gitarre spielt. Weitere Bandmitglieder sind derzeit Oscar Cash (Keyboard, Melodica, Saxophon), Gbenga Adelekan (Bass), Anna Prior (Schlagzeug) und Michael Lovett (Gitarre, Keyboard).
Neben den vier Alben mit Originaltiteln veröffentlichte Joseph Mount auch zahlreiche Remixe der Werke anderer Künstler unter dem Namen Metronomy.

## Geschichte
Metronomy wurde 1999 von Joseph Mount (* 1982) in Totnes gegründet. Der damals 16-Jährige begann unter dem Einfluss experimentell-elektronischer Musik (zum Beispiel von Autechre und LFO) an ersten Songs zu schreiben. Nach einem Umzug nach Brighton wurde er von dem Label Holiphonic unter Vertrag genommen. 2006 erschien das Debütalbum von Metronomy, Pip Paine (Pay The $5000 You Owe), das vor allem Instrumentalstücke enthält. 
Nachdem der Song You Could Easily Have Me recht oft von DJs aufgelegt wurde und Metronomy zunehmend mehr Anhänger im Vereinigten Königreich fand, tat sich Joseph Mount mit seinen Schulkameraden Cash und Stebbing zusammen und es kam zu den ersten Liveauftritten der Gruppe. Bekannt wurde sie in dieser Zeit aber vor allem durch Remixe, die Mount in großer Zahl veröffentlichte, zum Teil als Untermalung von animierten Videoclips. So mischte er beispielsweise Songs von Goldfrapp, Ladytron, Charlotte Gainsbourg, Lykke Li, Gorillaz und Britney Spears neu.
Nach Vertragsschwierigkeiten wechselte Metronomy zu dem Label Because Music. Dort erschien 2008 das zweite Album der Gruppe, Nights Out, das sich durch mehr Vokalstücke auszeichnet, die vor allem dem Electro-Pop zuzuordnen sind. Es erreichte Platz 106 der UK-Charts und trug wesentlich zum nationalen Bekanntheitsgrad der Gruppe bei.
Im Mai 2009 verließ Stebbing offiziell Metronomy, um seine eigene Band Your Twenties voranzubringen, blieb der Gruppe aber freundschaftlich verbunden und trat später auch noch gelegentlich mit ihnen auf. Dafür kamen Anna Prior und Gbenga Adelekan als neue Bandmitglieder zu Metronomy.
Im April 2011 wurde das bisher kommerziell erfolgreichste Album von Metronomy, The English Riviera, veröffentlicht. Es erreichte Platz 28 in den UK-Charts und wurde für den Mercury Music Prize (Album des Jahres) nominiert. Es gelangte auch für kurze Zeit in die Schweizer Charts. International ist die Gruppe darüber hinaus vor allem in Frankreich bekannt, wo The English Riviera es auf den 22. Platz schaffte und sich über ein Jahr in den Top 150 hielt. Im Folgejahr kam The English Riviera Unreleased Remixes als MP3 heraus, eine Auswahl bisher unveröffentlichter Remixe der Stücke des Albums. Sie stammen unter anderem von Ewan Pearson, Camo & Krooked und Clock Opera.
2012 veröffentlichte Metronomy außerdem die Kompilation Late Night Tales in der Mix-Alben-Reihe des gleichnamigen Independent-Labels. Das Album erschien als LP und CD.
Das vierte Studioalbum von Metronomy, Love Letters, erschien zwei Jahre später und enthielt zehn Songs zu dem Themenkreis Liebe, Trennung und Sehnsucht. Es entstand in den Toe Rag Studios in Hackney, einem Studio, das ausschließlich analoge Technik einsetzt. Laut Joseph Mount war dies ein bewusst rückwärts gerichtetes Experiment, mit dem er sich und anderen beweisen wollte, dass Metronomy nicht nur eine „moderne Band“ sei, deren Musik jeder machen könnte. Ein erster Song, I’m Aquarius, kam am 11. November 2013 als MP3 heraus, danach auch als CD und Vinyl-EP. Im März 2014 erschien schließlich das Album bei Because Music. Es traf auf überwiegend positive Kritiken und gelangte auf Platz 7 der britischen und französischen Charts. Im gleichen Jahr wurden zwei weitere Single-Auskopplungen, Love Letters und Reservoir, veröffentlicht. Am erfolgreichsten war hiervon die Single Love Letters, welche sich 11 Wochen in den französischen Charts halten konnte, mit einer Höchstplatzierung auf Position 44.
Am 19. September 2019 ist das Album Metronomy Forever erschienen. Die Vorabsingle „Salted Caramel Ice Cream“ bezeichnete der Web-Radiosender ByteFM als „freundlich groovende[n] Synth-Funk“. In Deutschland wurde der Song vor allem durch einen Zalando-Werbespot bekannt.
Michael Lovett, der seit 2014 Mitglied der Liveband ist, ist seit 2019 auch vollwertiges Mitglied der Band.

## Diskografie

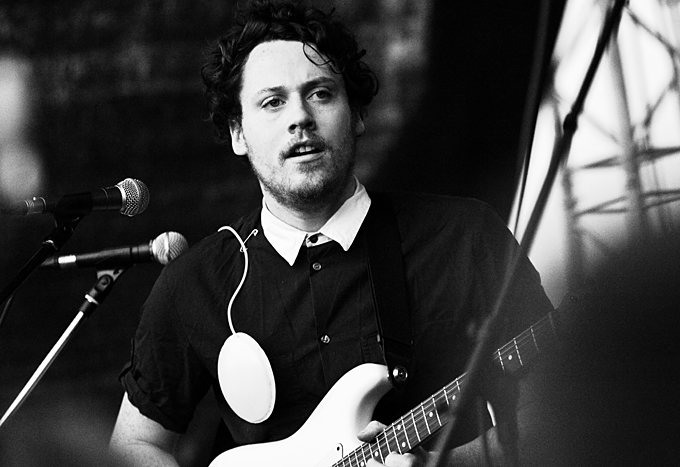
Metronomy (Joseph Mount), Moskau 2010

### Alben
- 2006: Pip Paine (Pay the £ 5000 You Owe) (Holiphonic)
- 2008: Nights Out (Because Music)
- 2011: The English Riviera (Because Music)
- 2012: The English Riviera Unreleased Remixes (Because Music)
- 2012: Late Night Tales
- 2014: Love Letters (Because Music)
- 2016: Summer 08[9] (Because Music)
- 2019: Metronomy Forever (Because Music)
- 2022: Small World (Because Music)

### Singles
- 2006: You Could Easily Have Me
- 2006: Trick or Treatz
- 2007: Radio Ladio
- 2008: My Heart Rate Rapid
- 2008: Holiday
- 2008: Heartbreaker vs. Holiday
- 2008: A Thing for Me
- 2009: Radio Ladio
- 2009: Not Made for Love
- 2011: She Wants
- 2011: The Look (UK: Gold)
- 2011: The Bay
- 2013: I’m Aquarius
- 2014: Love Letters
- 2014: Reservoir
- 2016: Old Skool

### Remixe
- Magnet – Hold On
- Klaxons – Atlantis to Interzone
- Architecture in Helsinki – Do the Whirlwind
- Roots Manuva – Awfully Deep (Lambeth Blues)
- Kate Nash – Foundations
- Max Sedgley – Slowly
- Gorillaz – El Mañana
- Good Shoes – Morden
- Charlotte Gainsbourg – 5:55
- Zero 7 – Futures
- Get Cape. Wear Cape. Fly – I-Spy
- DNTEL – The Distance
- The Young Knives – Weekends and Bleak Days (Hot Summer)
- Dead Disco – The Treatment
- Infadels – Love Like Semtex
- Sébastien Tellier – La Ritournelle
- Hot Club de Paris – Clockwork Toy
- Box Codax – Naked Smile
- Temposhark – Not That Big
- Ladytron – Sugar
- Charlie Alex March – Piano Song
- Franz Ferdinand – Do You Want To
- Love Is All – Spinning and Scratching
- Late of the Pier – The Bears Are Coming
- Goldfrapp – Happiness
- Lykke Li – I’m Good, I’m Gone
- Midnight Juggernauts – Into the Galaxy
- CSS – Move
- Ximena Sariñana – La tina
- K.d. lang – Coming Home
- The Very Best – Warm Heart of Africa
- Joakim – Spiders
- Air – So Light Is Her Footfall
- Diplo – Newsflash

### Unveröffentlichte Remixe und Coverversionen
- Bright Eyes – Gold Mine Gutted
- Britney Spears – Toxic
- The Cure – Fascination Street
- The Customers – Morning Sickness
- Empire of the Sun – We Are the People
- Scissor Sisters – Other Side
- U2 – City of Blinding Lights